# 直川貴博
直川 貴博（のうがわ たかひろ、1994年〈平成6年〉2月28日 - ）は、セント・フォース所属のフリーアナウンサー。元福島中央テレビのアナウンサー、YouTuber、雑誌モデル。愛称は、のうぱん、ノウパン。

## 人物・略歴
京都府京都市生まれ、和歌山県和歌山市育ち。
2017年、福島中央テレビに入社。同期は永井麻葵。
趣味は、スキンケア、メイク、舞台鑑賞、マラソン。
自身のSNS（X、インスタグラム）には「趣味は美容。来世は女性アナウンサーになりたい。男性アナウンサーです。」と表記している。
福島中央テレビアナウンサーとして活躍する一方、キー局である日本テレビ制作の全国ネット番組にも出演。特に『踊る!さんま御殿!!』（2022年4月26日）に出演し、全国的に話題となった。 
2025年3月末を持って福島中央テレビを退社。退社後は、4月1日付けでセント・フォース所属のフリーアナウンサーとなる。

## 現在出演中の番組
- Oha!4 NEWS LIVE -（2025年4月2日 - 、日本テレビ） メインキャスター（水曜日）
- news every.（2025年4月1日 - 、日本テレビ） カルチャーキャスター

## 過去の出演番組

### 福島中央テレビ時代
- ゴジてれ Chu !　中継リポーター（月曜担当）お天気キャスター（水 - 金曜担当）[5]
- 中テレニュース（不定期）

全国ネット
- オードリーさん、ぜひ会ってほしい人がいるんです。（2021年8月9日、中京テレビ製作）※日本テレビ系列の男性アナウンサーとして初めて出演。
- ZIP! - 福島中継リポーター
- 踊る!さんま御殿!!（2022年4月26日・6月21日）
- ズームイン!!サタデー（2022年10月15日）[6]※総合司会を務める鷲見玲奈の休演に伴う代役として出演。

## 出演雑誌
- MAQUIA（2022年9月30日・10月5日）
- VoCE（2022年10月3日・10月5日）